# Het Liverpool van Nederland
Het Liverpool van Nederland (2002) is een boek over het ontstaan van de Nederbeat in het Nederland van de jaren zestig. Het boek is geschreven door Ton van Steen van de Stichting Popmuseum en door Bert Bossink van Sound of the Sixties.
In het boek wordt de opkomst beschreven van de populairste Nederlandse muziekgroeperingen van die tijd. Met o.a The Jumping Jewels, Golden Earring, The Motions, Q65, Tee Set, The Shoes, Shocking Blue en Earth & Fire.
Verder bevat het boek anekdotes, discografieën, een lijst met best verkochte Haagse hits en foto's.
Recensie uit het muziekblad Aloha, april 2001:
Er wordt diep gegraven in verre verledens, tot aan de veertienjarige René Nodelijk (later van René and the Alligators) toe, die al in 1956 met wat vriendjes uit Indonesië op het strand van Scheveningen liedjes ten gehore bracht. De naam van deze allereerste Indorockgroep? The Beach Boys. Daar hebben de gebroeders Wilson het dus vandaan! Het boek bevat een schat aan informatie over al die beginnende beatgroepen die Den Haag rijk was, en is daarom het lezen dubbel en dwars waard.
Recensie op Soundscapes, februari 2003:
Soundscapes